# Index Fungorum
Index Fungorum  este un proiect internațional de indexare a tuturor denumirilor formale (denumiri științifice) din regnul ciupercilor. Începând cu 2015 proiectul se bazează pe Royal Botanic Gardens, Kew, unul dintre cei trei parteneri împreună cu Landcare Research și Institutul de Microbiologie a Academiei Chineze de Științe.
Este oarecum comparabil cu International Plant Names Index (IPNI), în care este implicată și Grădinile Botanice Regale. O diferență este că, în cazul în care IPNI nu indică numele corect Index Fungorum indică starea unui nume. În returnările de pe pagina de căutare, un nume corect în prezent este indicat cu verde, în timp ce altele sunt cu albastru (câteva utilizări aberante ale numelor sunt indicate cu roșu). Toate numele sunt legate de pagini care dau numele corect, cu liste de sinonime.
Index Fungorum este unul dintre cele trei depozite nomenclaturale recunoscute de Comitetul pentru nomenclatură pentru ciuperci; celelalte sunt MycoBank și Nume fungice.

## Numele actuale dinIndex Fungorum(Species Fungorum)
Partea principală a Index Fungorum se dorește a fi o listă globală a tuturor denumirilor de ciuperci care au fost definite vreodată în mod valabil, dar multe dintre ele sunt contradictorii sau nu mai sunt utilizate. Species Fungorum este un proiect strâns legat de Grădina Botanică Regală, Kew susținută de CABI pentru a decide un subset consistent de nume Index Fungorum care poate fi recomandat ca valid în prezent. Este posibil să se caute separat în lista „Index Fungorum” sau în lista „Species Fungorum”, iar rezultatele „Index Fungorum” dau, de asemenea, o referință încrucișată la „Specii Fungorum” în cazul în care este disponibilă o mențiune - numele fără o astfel de referință sunt, în general, numai de interes istoric și nu ar trebui considerate fiabile pentru utilizarea prezentă.